# Olmeken

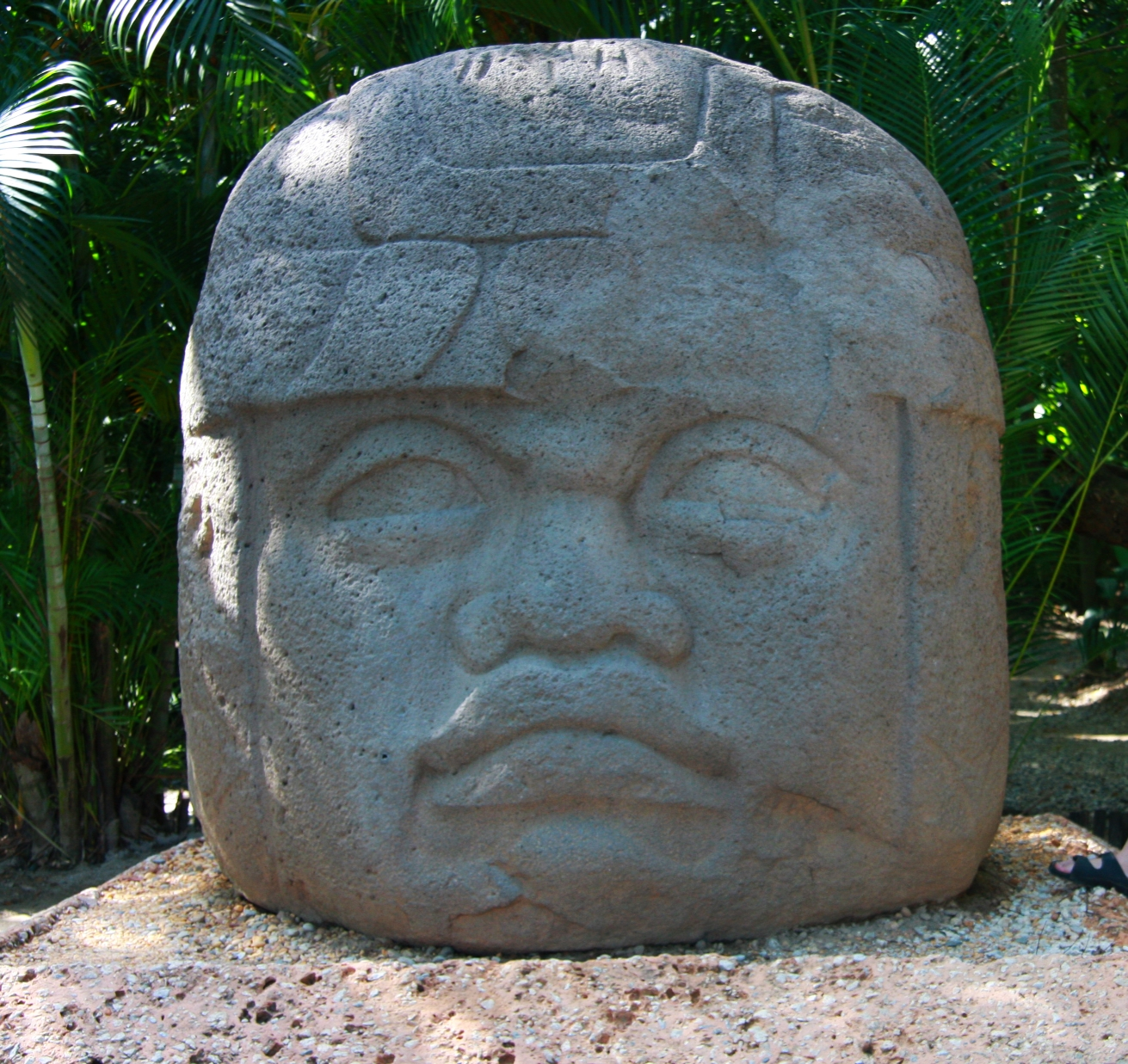
Olmeeks basaltstenen hoofd

Olmeken is de benaming van een archeologische cultuur en volk dat tijdens de formatieve periode in het zuiden van Mexico leefde. Ze vormde een basis voor andere precolumbiaanse culturen in Meso-Amerika, zoals de Zapoteken, Maya's en Azteken. Sommige onderzoekers menen echter dat de Olmeken slechts een van verschillende culturen waren die gelijktijdig ontstonden.
De naam Olmeken stamt van Olmecatl (rubbervolk of volk van Olmán, het rubberland), de Azteekse naam voor het volk dat rond 1500 in het gebied woonde waar eerder de Olmeekse beschaving gebloeid had. Men weet nog niet hoe de Olmeken van het 2e en 1e millennium v.Chr. zichzelf noemden.

## Geschiedenis

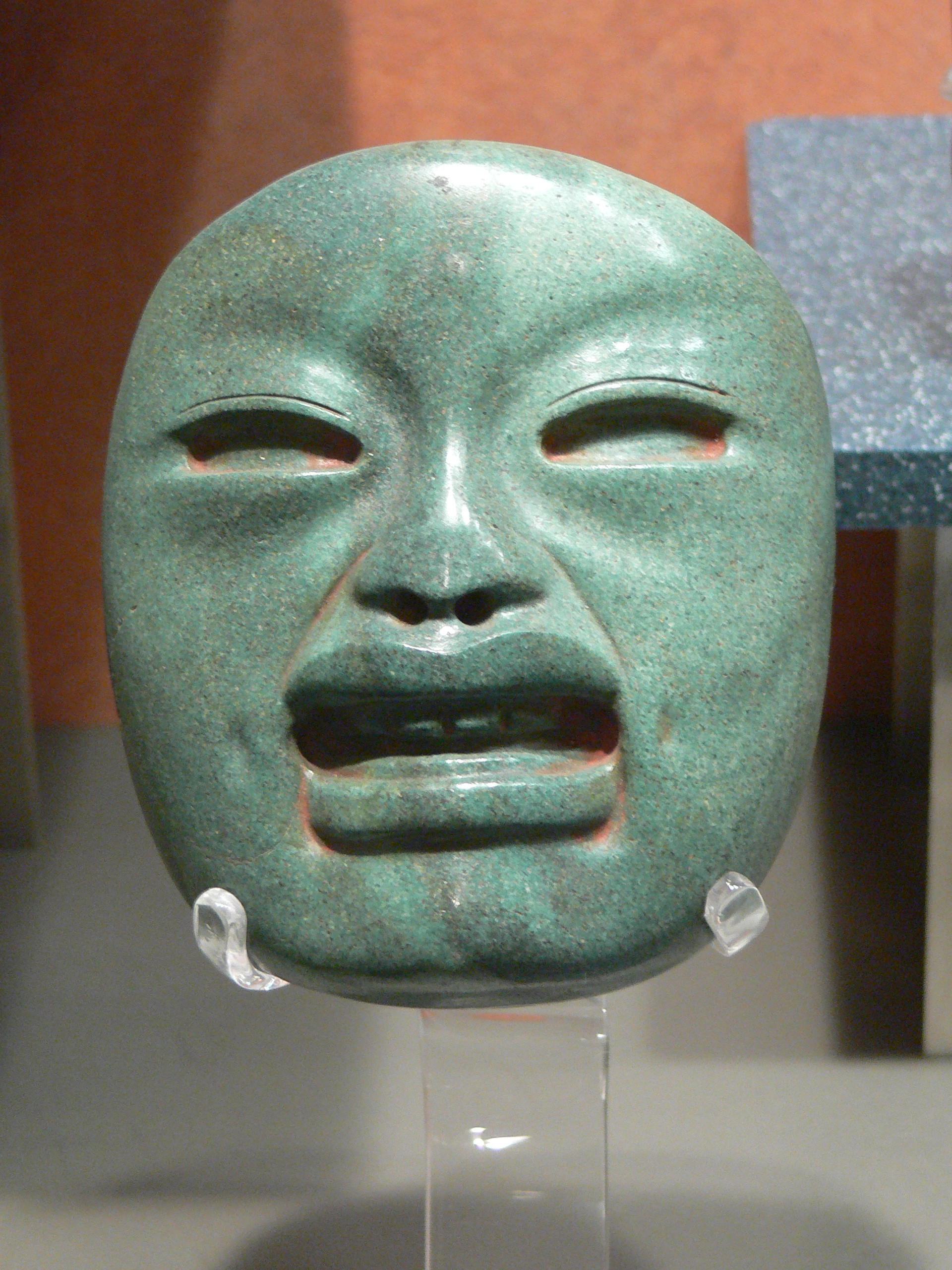
Masker van de Olmeken

### Voorgeschiedenis
De periode van 7000 - 2000 v.Chr. is de 'archaïsche periode'. 
Na de introductie van de landbouw ontstonden de eerste nederzettingen in het 4e millennium v.Chr. Voedsel bestond uit maïs, maniok, pompoen, bonen en zoete aardappel. Er werden honden, kalkoenen, bijen en, waarschijnlijk, tapirs gehouden. Van ca. 2000 - 1800 v.Chr. waren de huidige staten Veracruz en Tabasco dichtbevolkt door mensen die in dorpen leefden.

### Opkomst en bloei
De periode van 1500 - 200 v. chr. heet de 'preklassieke of formatieve periode' en was de bloeiperiode van de Olmeekse beschaving.
De Olmeekse beschaving is vermoedelijk tussen 1500 en 1200 v.Chr. ontstaan uit vroege landbouwculturen in Tabasco, en bloeide tot ca. 400 v.Chr. in de dalen van Tabasco en Veracruz. Waarschijnlijk was Tuxtla het oorspronkelijke gebied van de Olmeken en werd het vulkanisch gesteente voor de kolossale koppen daarvandaan gehaald.
De bevolking woonde grotendeels in dorpen. Rond 1200 v.Chr. werden tempelgebouwen opgericht: piramidevormige platforms van vulkanisch gesteente, de eerste bouwwerken in Midden-Amerika. De vier grote Olmeekse steden San Lorenzo (gebouwd tussen 1500 en 1200vC), La Venta (gebouwd rond 1100 vC), Laguna de los Cerros en Tres Zapotes waren voornamelijk ceremoniële centra. De kunst van portretschilderingen en het maken van spiegels was ver ontwikkeld. De Olmeken hebben door middel van handel andere culturen in andere streken beïnvloed.
Archeologen vermoeden dat de Olmeekse beschaving een hiërarchische machtsstructuur kende, gedomineerd door een elite die eerst rond 1200 v.Chr. in San Lorenzo gevestigd was. Rond 900 v.Chr. werd deze stad plotseling en op mysterieuze wijze verwoest en verlaten en nam La Venta haar dominante positie over. La Venta (Villahermosa) is gebouwd op een eiland middenin de moerasachtige jungle bij de rivier de Tonalá aan de oostgrens van het Olmeekse gebied en wordt beschouwd als het grootste en belangrijkste culturele erfgoed van de Olmeken. De stad besloeg meer dan 5 vierkante kilometer en fungeerde van 900 tot 400 v.Chr. toen ook La Venta werd verwoest. De bouwwerken liggen op een noord-zuid as. Er zijn drie serpentijnen mozaïekvloeren met jaguarmotieven. Op basreliëfs zijn ook zoömorfe goden, zoals vogels, hagedissen en slangen voorgesteld. In Villahermosa werd een 34 meter hoge piramide gebouwd van aangestampte aarde, de eerste van Midden-Amerika. De konische vorm is atypisch, wordt gekenmerkt door een serie uitsteeksels en nissen en is geïnterpreteerd als een symbolische voorstelling van een vulkaan. De jaguarcultus werd aan volgende culturen doorgegeven.
In 2006 werd bekend dat de Olmeken mogelijk ook in de staat San Luis Potosí vestigingen hadden. In de opgravingen bij Tamtoc werd namelijk een monoliet gevonden die een maankalender en drie menselijke figuren voorstelde, waarschijnlijk afkomstig uit de Olmeekse periode.

### Neergang
In de laatste eeuwen voor het begin van de jaartelling, rond 400 v.Chr., stortte de Olmeekse beschaving in elkaar. Kenmerken van de Olmeekse cultuur verdwenen, de bevolking in het oostelijke deel van het Olmeekse kerngebied daalde sterk, en in het westelijke deel ontwikkelde de Olmeekse cultuur zich tot de Epi-Olmeekse cultuur.

### Epi-Olmeekse cultuur
De Epi-Olmeekse cultuur volgde op de Olmeekse cultuur en bloeide tussen 300 v.Chr. en 250 n.Chr. in het bassin van de Papaloapan in Veracruz, in het westen van het oude Olmeekse gebied. De belangrijkste steden van deze cultuur waren Tres Zapotes en Cerro de las Mesas. Vergeleken met de Olmeekse beschaving was de kunst van mindere kwaliteit, nam de handel met culturen in het westen af en het contact met culturen in het oosten toe. Terwijl het nog niet zeker is of de Olmeekse beschaving een schrift kende, weten we dat wel van de Epi-Olmeekse cultuur, waar het Isthmische schrift in gebruik was. Ook op het gebied van kalenders is de Epi-Olmeekse beschaving verder ontwikkeld en monumenten tonen een vroeg gebruik van de lange telling. Tegen 250 hadden Cerro de las Mesas en andere steden in het noorden Tres Zapotes overvleugeld en maakte de Epi-Olmeekse cultuur plaats voor de Veracruzcultuur uit de klassieke periode.
In de najaren van de Olmeken werd, tussen 900 en 950, de hoofdstad Tula gebouwd, die, op haar beurt, in 1150 werd verwoest door Chichimeekse stamleden. 

## Nahualisme
De Olmeken praktiseerden een sjamanistische cultus. De oorsprong er van moet in een ver verleden liggen. Het nahualisme stamt uit de vroegste fase van de Olmeekse geschiedenis. Het nahualisme ging ervan uit dat de priester-sjamaan zich kon transformeren tot dierlijke wezens, met name de jaguar. De jaguar vertegenwoordigde het nachtelijke aspect van de zonnegod en was de bewaker van het binnenste der aarde en de grotten. De grotten werden gezien als toegangspoorten van de Onderwereld. De 'Cultus van de Jaguar' zou z'n oorsprong hebben in de Olmeekse cultuur, die het 'door handel, culturele uitwisselingen en misschien ook ontdekkingsreizen' verspreidde in Midden-  en Zuid-Amerika. Bij de Azteken had de god Tezcatlipoca de jaguar als nahual. De iconografie van de hybride slangenvogel (Gevederde Slang) gaat ver terug en stamt uit de Olmeekse beschaving. De nahual-dieren waren 'alter ego's van de goden'. Dit fundamentele concept vormt de basis van de godsdiensten van alle precolumbiaanse Amerikaanse volken.
Nahual is Azteeks en betekent 'vermomming'. De Maya-versie is Uay (dierenvriend). Leden van de elite en sjamanen zouden verwant zijn aan goddelijke wezens en een alter-ego hebben in het dierenrijk. In trance ('na woeste dansen, bloedverlies en drugsgebruik') namen de sjamanen de gedaante van hun uay aan (theriantropie ) en stonden ze in contact met een bepaalde god, die hen visioenen toonde.

## Kunst

### Kolossale koppen
De verrassendste overblijfselen uit deze periode zijn niet de piramiden, platforms, monolithische monumenten als altaren en stèles, versierd met basreliëfs, maar 17 kolossale stenen koppen die vele tonnen wegen. De koppen zijn bekroond met een soort helm, hebben duidelijke gelaatstrekken, amandelvormige ogen, vlezige, omlaag gekrulde lippen en een grote, platte neus. Sommigen vermoeden dat de beelden portretten zijn van Olmeekse heersers, maar hun hoofdbescherming kan ook erop wijzen dat het spelers van het Meso-Amerikaans balspel waren. De belangrijkste plek waar deze beelden te vinden zijn is La Venta, gelegen in de Mexicaanse staat Tabasco. Volgens archeologen komen de basaltblokken uit het vulkanische gebergte van Los Tuxtlas, op vele kilometers afstand van de ceremoniële centra. Waarschijnlijk werden ze over de rivier vervoerd of met sleeën en houten rollers over land.
De mooiste voorbeelden van deze monumentale hoofden vindt men in de musea La Venta in Villahermosa, het Antropologisch Museum in Xalapa en Nationaal Antropologiemuseum in Mexico-Stad.

### Afbeeldingen
Op Olmeekse tempels zijn afbeeldingen van dieren te vinden. In de kunst komen veel afbeeldingen voor van jaguars met daaronder menselijke baby's met jaguartrekken. Het wijst op het idee dat de elite afstamde van een jaguar-man en een menselijke vrouw. De stijl komt al voor in de vroegste periode (tot 900 v.Chr.) in een groot gebied, van San Lorenzo aan de Golfkust via San José Mogote in het dal van Oaxaca, Ajalpán in de vallei van Téhuacan, tot aan Ixtapaluca in het dal van Mexico.

## Taal en schrift

Het Cascajalblok

### Talen
Over de etnische identiteit van de Olmeken bestaat geen zekerheid. Omdat in het Olmeekse kerngebied in historische tijden de Mixe-Zoquetalen gesproken werden en worden, veronderstellen de meeste wetenschappers dat de Olmeken een of meer talen van deze familie spraken. Zo poneerden de Amerikaanse linguïsten Terrence Kaufman en Lyle Campbell in 1976 de stelling dat de Olmeken Proto-Mixe-Zoque gesproken zouden hebben, en suggereerde de Mixe-Zoquespecialist Søren Wichmann in 2008 dat de Olmeken van San Lorenzo Proto-Mixe spraken en de Olmeken van La Venta Proto-Zoque. Michael D. Coe speculeerde in 1968 dat de Olmeken voorouders van de Maya’s zouden zijn en ook Otomanguetalen behoren tot de mogelijkheden.

### Cascajalblok
In 2006 werd het Cascajalblok, dat al in 1990 was opgegraven, bekendgemaakt toen het tijdschrift Science er een artikel over publiceerde. Het blok stamt vermoedelijk uit het begin van het eerste millennium voor onze jaartelling.. Op het blok zijn in totaal 62 karakters afgebeeld, die volgens sommige archeologen schrifttekens zijn. Het blok is niet ontcijferd en de afgebeelde tekens vertonen geen overeenkomsten met tekens uit latere Meso-Amerikaanse schriften. Als het daadwerkelijk om een schrift gaat, is het Cascajalblok het oudst bekende schrift op het Amerikaanse continent.

### San Andrés-tekens
In 1997 en 1998 werden in San Andrés, vlak bij La Venta, drie voorwerpen gevonden met enkele tekens erop, die overeenkomsten vertonen met het latere Isthmische schrift en het Mayaschrift. De tekens dateren van ca. 650 v.Chr. en worden door sommige archeologen gezien als bewijs dat de Olmeken een schrift kenden. De mayanist David Stuart meent dat de enkele gevonden tekens niet voldoende zijn om vast te stellen of het daadwerkelijk om een schrift gaat.

### Isthmische schrift
Het Isthmische, La Mojarra- of Epi-Olmeekse schrift is een vroeg Meso-Amerikaans schrift dat in gebruik was in het gebied van de landengte van Tehuantepec, gedateerd tussen 500 v.Chr. en 500 n.Chr. Het schrift bestaat uit zowel logogrammen als syllabische tekens. In 1993 claimden de taalkundigen John Justeson en Terrence Kaufman een van de gevonden teksten gedeeltelijk ontcijferd te hebben. Het zou om een Zoquetaal gaan. Stephen D. Houston en Michael D. Coe probeerden in 1998 het ontcijferingssysteem van Justeson en Kaufman toe te passen op een pas ontdekte Isthmische tekst, maar zonder succes. De ontcijfering van Justeson en Kaufman blijft dan ook onzeker.

## Astronomie en kalenders
Naast het verspreiden van de cultus, die nahualisme wordt genoemd, blijkt de Olmeekse invloed op latere culturen ook uit astronomische ontdekkingen, zoals de studie van de planeten en kalendersystemen, met name de 'lange kalender'. De lange kalender was een systeem om een datum vast te stellen vanaf een 'jaar nul'. Daardoor kon worden vastgesteld dat de oudste inscriptie van Tres Zapotes, op een stèle, dateert van 31 v.Chr.